# Requiescat in pace
Latinská fráze Requiescat in pace, zkratkou R. I. P., je někdy používána v smutečních křesťanských mších a modlitbách, například v katolických, luteránských, anglikánských a metodistických denominacích. 
V češtině se používá překlad: „Odpočívej v pokoji“, přesnější by bylo „ať odpočívá v pokoji“ (sloveso je v 3. osobě v konjunktivu, který čeština nemá). Fráze pochází ze starověkého latinského překladu biblického žalmu 4,9 ve Vulgátě in pace dormiam et requiescam, „v míru budu spát a odpočívat“, který se moderněji překládá „v pokoji i lehnu i spáti budu“. Latinské sloveso reqiesco je odvozeno od quies, „pokoj“, „klid“, které má stejný indoevropský původ jako základ českých slov po-koj a odpo-či-nout.
Latinská fráze se objevuje v textu katolické zádušní mše zvané rekviem, podle prvního slova textu ve stejném významu: requiem aeternam dona eis, Domine, „odpočinutí věčné dej jim, Pane“.
V 18. století se fráze rozšířila jako nápis náhrobcích a dodnes se často používá, když se mluví o něčí smrti.
Fráze se v italštině používá jako Riposa in pace a v angličtině jako Rest in peace.

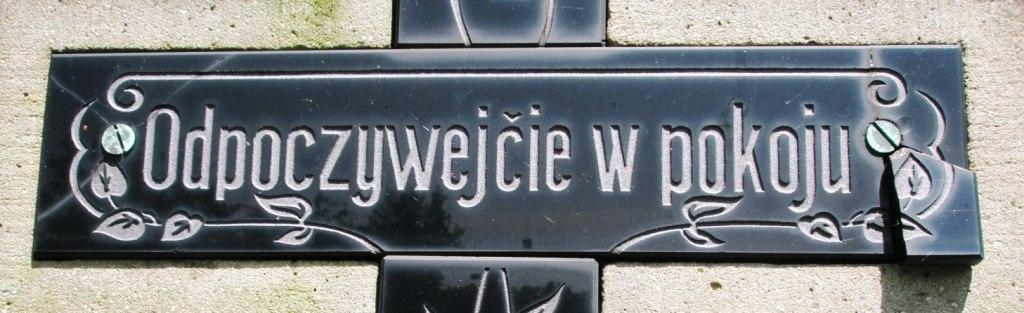
Varianta fráze v těšínském dialektu na náhrobku ve slezské Stříteži